# Curt Einar Jinder
Curt Einar Jinder, ursprungligen Kurt Einar Jönsson, född 25 augusti 1930 i Gustavs församling, Malmöhus län, död 16 februari 2021 i Salems distrikt, var en svensk musiker och författare.
Jinder föddes i en statarfamilj utanför Svedala i Skåne och familjen flyttade på 1940-talet till Malmö. I 30-årsåldern avlade Curt Einar Jinder ingenjörsexamen och var sedan planeringsingenjör på Skanska under ett 20-tal år, varefter han arbetade på kriminalanstalten Hall samt satsade på musiken och skrivandet. Han har gett ut böckerna Skomakarens hus (1980), Dragspelet (1981), Vaxkabinettet (1985), Se inte mot slutet (1986) och Sista utvägen (1989). Efter ett längre uppehåll återkom han som författare med Dom ska få igen (2002), Hälsingehambo (2004), Och? Vem bryr sig? Berättelser från förr och nu (2006), Ängel med svedda vingar (2007), Krigsmans erinran (2008) och Vilse med Valan i vikingavärld (2009).
Curt Einar Jinder gifte sig första gången 1952 med affärsbiträdet Astrid Edström (1931–1989) och fick fem barn, av vilka märks dottern Åsa Jinder (född 1963) som är mor till Josefine "Little" Jinder. Efter skilsmässan 1976 antogs namnet Jinder. Andra gången gifte han sig 1986 med Lilian Andersson (född 1948), med vilken han fick en son.